# Бейра-Гранде
Бейра-Гранде (порт. Beira Grande) — район (фрегезия) в Португалии, входит в округ Браганса. Является составной частью муниципалитета Карразеда-де-Ансьянш. По старому административному делению входил в провинцию Траз-уж-Монтиш и Алту-Дору. Входит в экономико-статистический субрегион Доуру, который входит в Северный регион. Население составляет 194 человека на 2001 год. Занимает площадь 16,98 км².